# Grand Tavé
Grand Tavé är en bergstopp i Schweiz.   Den ligger i distriktet Entremont och kantonen Valais, i den södra delen av landet, 110 km söder om huvudstaden Bern. Toppen på Grand Tavé är 3 158 meter över havet, eller 64 meter över den omgivande terrängen. Bredden vid basen är 0,78 km.
Terrängen runt Grand Tavé är mycket bergig. Närmaste större samhälle är Bagnes, 12,5 km nordväst om Grand Tavé. 
Trakten runt Grand Tavé består i huvudsak av gräsmarker. Runt Grand Tavé är det ganska glesbefolkat, med 34 invånare per kvadratkilometer.